# Cherry Wine
Cherry Wine è un singolo del rapper Nas, in collaborazione con Amy Winehouse, pubblicato il 19 settembre 2012.
Il brano è stato nominato come Migliore collaborazione con un artista rap ai Grammy Awards 2013.

## Il video
Il video è stato pubblicato il 2 ottobre 2012 sul canale Vevo del cantante.
Il video è ambientato in un pub, nel quale il rapper fa il barista. Amy Winehouse appare nel video come un riflesso della luce sul muro del locale.

## Classifica
| Classifica     | Posizione |
| -------------- | --------- |
| UK Singles     | 144       |
| UK R&B Singles | 27        |